# Poljšica pri Podnartu
Poljšica pri Podnartu – wieś w Słowenii, w gminie Radovljica. W 2018 roku liczyła 118 mieszkańców.